# Le Rhône 9J
O Le Rhône 9J foi um motor aeronáutico giratório de nove cilindros produzido na França pela Gnome et Rhône, também conhecido como Le Rhône 110 hp em referência à sua potência nominal.
O Le Rhône 9J foi instalado em vários tipos de aviões militares da Primeira Guerra Mundial, sendo produzido sob licença na Grã-Bretanha pela "W.H. Allen Son & Company" de Bedford, e na Alemanha pela "Motorenfabrik Oberursel".

## Visão geral
Em comum com outros motores Le Rhône de série, o 9J apresentava tubos de indução de cobre altamente visíveis e usava uma única haste push-pull para operar suas duas válvulas no cabeçote. A principal diferença visual entre o 9J e o motor Le Rhône 9C anterior, menos potente, é que a tubulação do coletor de admissão de cobre (com extremidades inferiores de seção redonda) no 9J de 110 hp está presa ao cárter atrás dos cilindros, enquanto no 9C (de 80 cv) os coletores de admissão (com extremidades inferiores retangulares) são totalmente visíveis de frente.

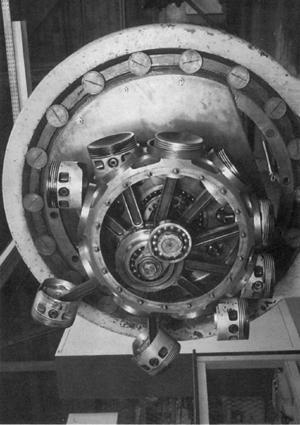
Virabrequim, pistões e bielas do Le Rhône 9J.

O motor Le Rhône 9J foi fabricado sob licença na Alemanha pela Motorenfabrik Oberursel e vendidos como Oberursel Ur.II.
Exemplares de motores Le Rhône 9J estão em exibição pública em museus de aviação, com vários remanescentes em estado de aeronavegabilidade, alimentando aeronaves vintage restauradas e reproduções autênticas de tais aeronaves.

## Variantes
Le Rhône 9Ja
(1916) 110 hp (82 kW), motor giratório de nove cilindros. 953 construídos por "W.H. Allen Son & Co."
Le Rhône 9Jb
(1916) 130 hp (97 kW), motor giratório de nove cilindros.
Le Rhône 9Jby
(1916) 130 hp (97 kW), motor giratório de nove cilindros.
Le Rhône M-2produção na URSS pós-WWI, 120 hp (89 kW)

## Aplicações
Le Rhône 9Ja
- Airco DH.2
- Airco DH.5
- Armstrong Whitworth F.K.10
- Avro 504
- Bristol M.1
- Cierva C.6
- Hanriot HD.1

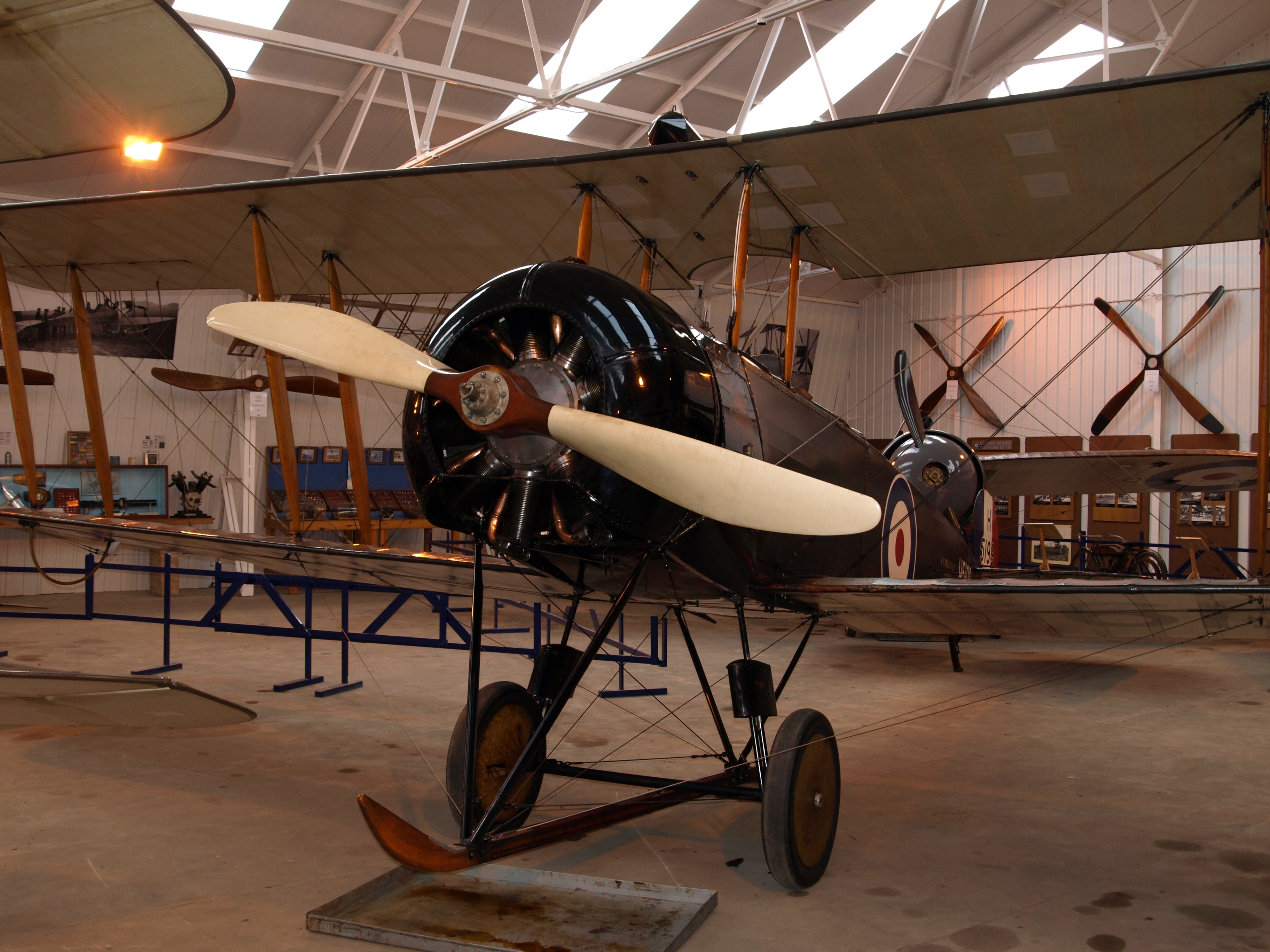
Motor Le Rhône 110 hp instalado em um biplano Avro 504 em estado de aeronavegabilidade.

- Fokker V.4 (F.I 103/17 - Werner Voss)
- Morane-Saulnier AC
- Nieuport 16
- Nieuport 17
- Nieuport 20
- Royal Aircraft Factory F.E.8
- Sands Fokker Dr.1 Triplane
- Sopwith 1½ Strutter
- Sopwith Camel
- Sopwith Gnu
- Sopwith Pup
- Sopwith Swallow
- SPAD S.A-2
- TNCA Serie E
- Vickers E.S.1
- Vickers F.B.12
- Vickers F.B.19

Le Rhône 9Jb
- Morane-Saulnier AC
- Nieuport 17, 23 e 23bis
- Nieuport 24 e 24bis
- Nieuport 27

Le Rhône 9Jby
- Sopwith Camel

Oberursel Ur.II
- Fokker D.VI (primeiro protótipo)
- Fokker D.VIII
- Fokker Dr.I
- Fokker S.IV
- Fokker V.9
- Fokker V.16
- Fokker V.17
- Fokker V.25
- Fokker V.33

## Exemplares remanescentes

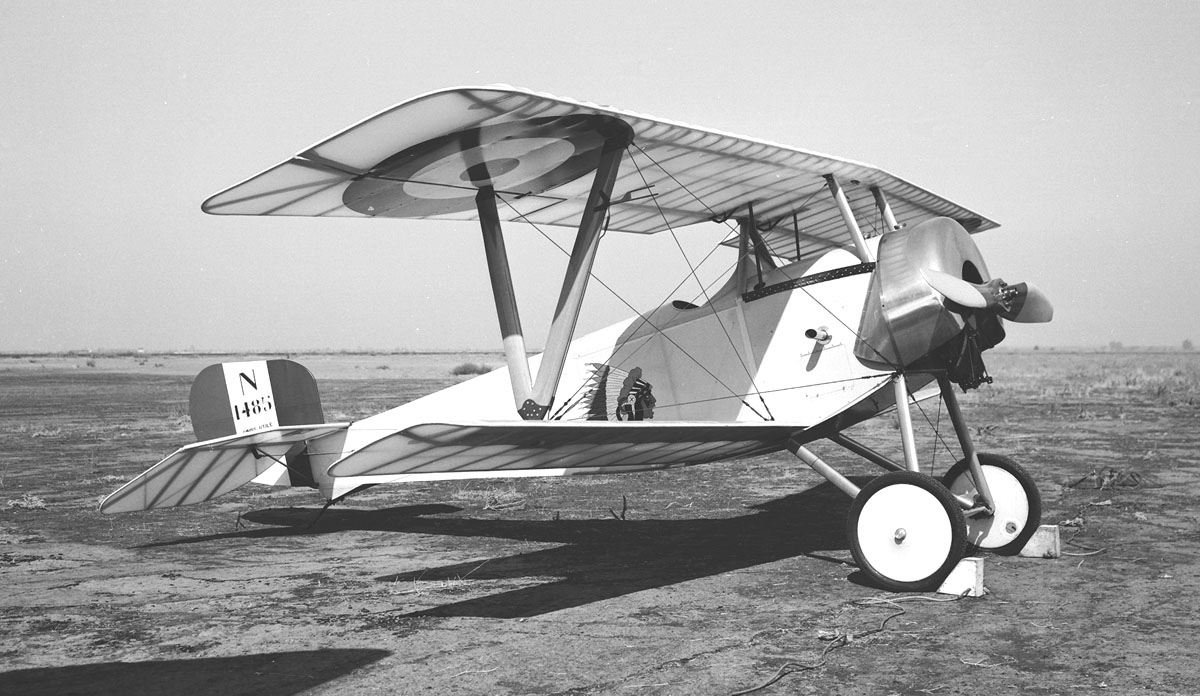
A réplica Addems-Pfeifer do Nieuport 11 retratada em Porterville, CA em 1962.

Uma réplica do Bristol M.1, de propriedade e operada pela "Shuttleworth Collection", permanece em condições de aeronavegabilidade e é alimentada por um motor Le Rhône 9J. O Avro 504 aeronavegável da coleção também é movido por um motor rotativo Le Rhône 110 hp. A reprodução do Avro 504 no "Old Rhinebeck Aerodrome" também voou com um motor Le Rhone 9J original, assim como a primeira reprodução do triplano Fokker Dr.I de Cole Palen (agora aposentado) para os shows aéreos do "Old Rhinebeck" na década de 1960, com o registro americano N3221.
Uma réplica em escala real do Nieuport 11 construída por Walt e Joe Pfeifer no início da década de 1960, agora operada pela "The Vintage Aviator Limited", voa na Nova Zelândia com um Le Rhone 9C.

## Exemplares em exibição
Os motores Le Rhône 9J preservados estão em exibição pública nos seguintes museus:
- Steven F. Udvar-Hazy Center
- Shuttleworth Collection
- Museu de aviação da Hungria
- Museo Nacional de Aeronáutica, Buenos Aires, Argentina
- Golden Age Air Museum no aeroporto de Grimes em Bethel PA